# Classe B (sous-marin de poche)
Pour les articles homonymes, voir Classe B.
La classe B était une classe de sous-marin de poche utilisée par la Regia Marina (marine italienne) pendant la Première Guerre mondiale en juillet 1915. 
Il a succédé à la Classe A, était 30 % plus grand, avait une portée plus longue et était produit parallèlement à la Classe A, qui comme lui, était transportable par rail.

## Histoire du développement
Le type B a été développé et construit sous la direction du général Edgardo Ferrati dans l'usine d'armement de sous-marins de San Bartolomeo à La Spezia dans le plus grand secret. Le contrat de construction comprenait à l'origine six bateaux, mais il a ensuite été limité à trois bateaux seulement, qui ont reçu les désignations B1, B2 et B3, en raison de la production coûteuse. Les trois bateaux ont été mis en service entre le 8 juillet et le 25 novembre 1916 et avaient un poids de service de 46 t (40 t à vide). L'armement était constitué de deux torpilles de 45 cm, qui ne pouvaient plus être montées comme sur le modèle précédent, mais pouvaient être tirées à l'avant dans des tubes torpilles prévus à cet effet. L'équipage se compose désormais d'un officier et de quatre hommes.

## Missions
Les bateaux B1 et B2 ont remplacé les types A2 et A4 stationnés à Bari et y ont assuré une garde intensive au large des côtes, mais sont restés sans contact avec l'ennemi jusqu'à la fin de la guerre. Le B3 était stationné à Venise, mais souffrait en permanence de problèmes de moteur et passait plus de temps en cale sèche qu'en mer. En janvier 1919, les trois bateaux ont été mis hors service et démolis.

## Unités
La classe se compose des unités suivantes:
- B1 lancé le 16 juillet 1915, entré en service le 8 juillet 1916, désarmé le 21 décembre 1918, radié le 23 janvier 1919
- B2 lancé le 16 juillet 1915, entré en service le 1er octobre 1916, désarmé le 21 décembre 1918, radié le 23 janvier 1919
- B3 lancé le 16 juillet 1915, entré en service le 25 novembre 1916, désarmé le 23 juin 1918, radié le 23 janvier 1919